# خط طول 57° غرب
خط طول 57° غرب هو أحد خطوط الطول الجغرافية، والتي تمتد من القطب الشمالي الجغرافي إلى القطب الجنوبي الجغرافي، وحسب التحويل الزمني يتأخر خط طول 57° غرب عن خط غرينتش بـ3 ساعات و48 دقيقة.

## من القطب إلى القطب
ينطلق خط طول 57° غرب من القطب الشمالي نحو القطب الجنوبي مرورا بالمناطق التي ترد في الجدول التالي:
| الإحداثيات                         | البلد أو الإقليم أو البحر | ملاحظات |
| ---------------------------------- | ------------------------- | --- |
| 90°0′N 57°0′W / 90.000°N 57.000°W  | المحيط المتجمد الشمالي    | |
| 83°33′N 57°0′W / 83.550°N 57.000°W | بحر لنكولن                | |
| 82°11′N 57°0′W / 82.183°N 57.000°W | جرينلاند                  | مرورا عبر the mainland و some islands |
| 90°0′N 57°0′W / 90.000°N 57.000°W  | خليج بافن                 | |
| 74°10′N 57°0′W / 74.167°N 57.000°W | جرينلاند                  | |
| 74°7′N 57°0′W / 74.117°N 57.000°W  | خليج بافن                 | |
| 70°0′N 57°0′W / 70.000°N 57.000°W  | مضيق دافيس                | |
| 60°0′N 57°0′W / 60.000°N 57.000°W  | المحيط الأطلسي            | بحر لبرادور |
| 53°43′N 57°0′W / 53.717°N 57.000°W | كندا                      | نيوفاوندلاند واللابرادور — لابرادور |
| 51°24′N 57°0′W / 51.400°N 57.000°W | مضيق بيل إيل              | |
| 50°59′N 57°0′W / 50.983°N 57.000°W | كندا                      | نيوفاوندلاند واللابرادور — جزيرة نيوفاوندلاند (جزيرة) |
| 47°35′N 57°0′W / 47.583°N 57.000°W | المحيط الأطلسي            | |
| 5°59′N 57°0′W / 5.983°N 57.000°W   | سورينام                   | |
| 2°34′N 57°0′W / 2.567°N 57.000°W   | غيانا                     | Area تملكه سورينام |
| 1°54′N 57°0′W / 1.900°N 57.000°W   | البرازيل                  | بارا الأمازون (ولاية) — من 1°55′S 57°0′W / 1.917°S 57.000°W Pará — من 3°49′S 57°0′W / 3.817°S 57.000°W ماتو غروسو — من 9°18′S 57°0′W / 9.300°S 57.000°W ماتو غروسو دو سول — من 17°40′S 57°0′W / 17.667°S 57.000°W |
| 22°13′S 57°0′W / 22.217°S 57.000°W | باراغواي                  | |
| 27°28′S 57°0′W / 27.467°S 57.000°W | الأرجنتين                 | |
| 29°39′S 57°0′W / 29.650°S 57.000°W | البرازيل                  | |
| 30°5′S 57°0′W / 30.083°S 57.000°W  | الأوروغواي                | |
| 34°34′S 57°0′W / 34.567°S 57.000°W | ريو دي لا بلاتا (نهر)     | |
| 36°20′S 57°0′W / 36.333°S 57.000°W | الأرجنتين                 | |
| 37°19′S 57°0′W / 37.317°S 57.000°W | المحيط الأطلسي            | |
| 60°0′S 57°0′W / 60.000°S 57.000°W  | المحيط الجنوبي            | |
| 63°21′S 57°0′W / 63.350°S 57.000°W | القارة القطبية الجنوبية   | شبه الجزيرة القطبية الجنوبية — المطالب الإقليمية بالقارة القطبية الجنوبية by الأرجنتين, تشيلي و المملكة المتحدة                                                                                                   |
| 63°38′S 57°0′W / 63.633°S 57.000°W | المحيط الجنوبي            | بحر ودل — مرورا بشرق Vega Island (في 63°49′S 57°3′W / 63.817°S 57.050°W) و جزيرة جيمس روس (في 64°10′S 57°3′W / 64.167°S 57.050°W), القارة القطبية الجنوبية                                                        |
| 64°21′S 57°0′W / 64.350°S 57.000°W | القارة القطبية الجنوبية   | جزيرة سنو هيل — المطالب الإقليمية بالقارة القطبية الجنوبية by الأرجنتين, تشيلي و المملكة المتحدة |
| 64°27′S 57°0′W / 64.450°S 57.000°W | المحيط الجنوبي            | بحر ودل |
| 75°58′S 57°0′W / 75.967°S 57.000°W | القارة القطبية الجنوبية   | Territory المطالب الإقليمية بالقارة القطبية الجنوبية by الأرجنتين, تشيلي و المملكة المتحدة |